# Andryala laevitomentosa
Andryala laevitomentosa là một loài thực vật có hoa trong họ Cúc. Loài này được (Nyár. ex Sennikov) P.D.Sell ex Greuter mô tả khoa học đầu tiên năm 2003.